# Fozil Musaev
Fozil Musaev (* 2. ledna 1989 Tashkent) je uzbecký fotbalista.

## Klubová kariéra
S kariérou začal v FC Nasaf v roce 2007. Během své kariéry hrával za FK Mash'al Mubarek, PFK Bunjodkor a Lokomotiv Taškent. Mimo Uzbekistán působil na klubové úrovni v Kataru, Íránu a Japonsku.

## Reprezentační kariéra
Musaev odehrál za uzbecký národní tým v letech 2009–2019 celkem 25 reprezentačních utkání. S uzebckou reprezentací se zúčastnil Mistrovství Asie ve fotbale 2019.

## Statistiky
| Uzbekistán | Uzbekistán | Uzbekistán |
| Roky       | Záp.       | Góly       |
| ---------- | ---------- | ---------- |
| 2009       | 1          | 0          |
| 2010       | 0          | 0          |
| 2011       | 0          | 0          |
| 2012       | 8          | 0          |
| 2013       | 3          | 0          |
| 2014       | 6          | 0          |
| 2015       | 2          | 0          |
| 2016       | 0          | 0          |
| 2017       | 0          | 0          |
| 2018       | 1          | 0          |
| 2019       | 4          | 0          |
| Celkem     | 25         | 0          |

## Úspěchy

### Klubové
PFK Bunjodkor
- Uzbecká Superliga: 2013

Sepahan FC
- Iran Pro League: 2014/15